# Tillandsia bartramii
Tillandsia bartramii, tiếng Anh gọi là Bartram's Airplant, là một loài thực vật có hoa thuộc họ Bromeliaceae, phân họ Tillandsioideae.

## Phân bố
'Tillandsia bartramii có ở Florida. Hiếm khi gặp loài này ở Puerto Rico và Georgia.

## Chiều dài cây
| Bộ phận    | Chiều dài (cm) (tối thiểu xấp xỉ) | Chiều dài (cm) (tối đa xấp xỉ) |
| ---------- | --------------------------------- | ------------------------------ |
| Khi nở hoa | 20                                | 40                             |
| Lá         | 15                                | 40                             |
| Cụm hoa    | 8                                 | 15                             |
| Gai        | 2                                 | 4                              |
| Cành       | 1                                 | 5                              |
| Hoa        | 5                                 | 20                             |
| Quả        | 2,5                               | 3                              |